# 珀斯市政廳

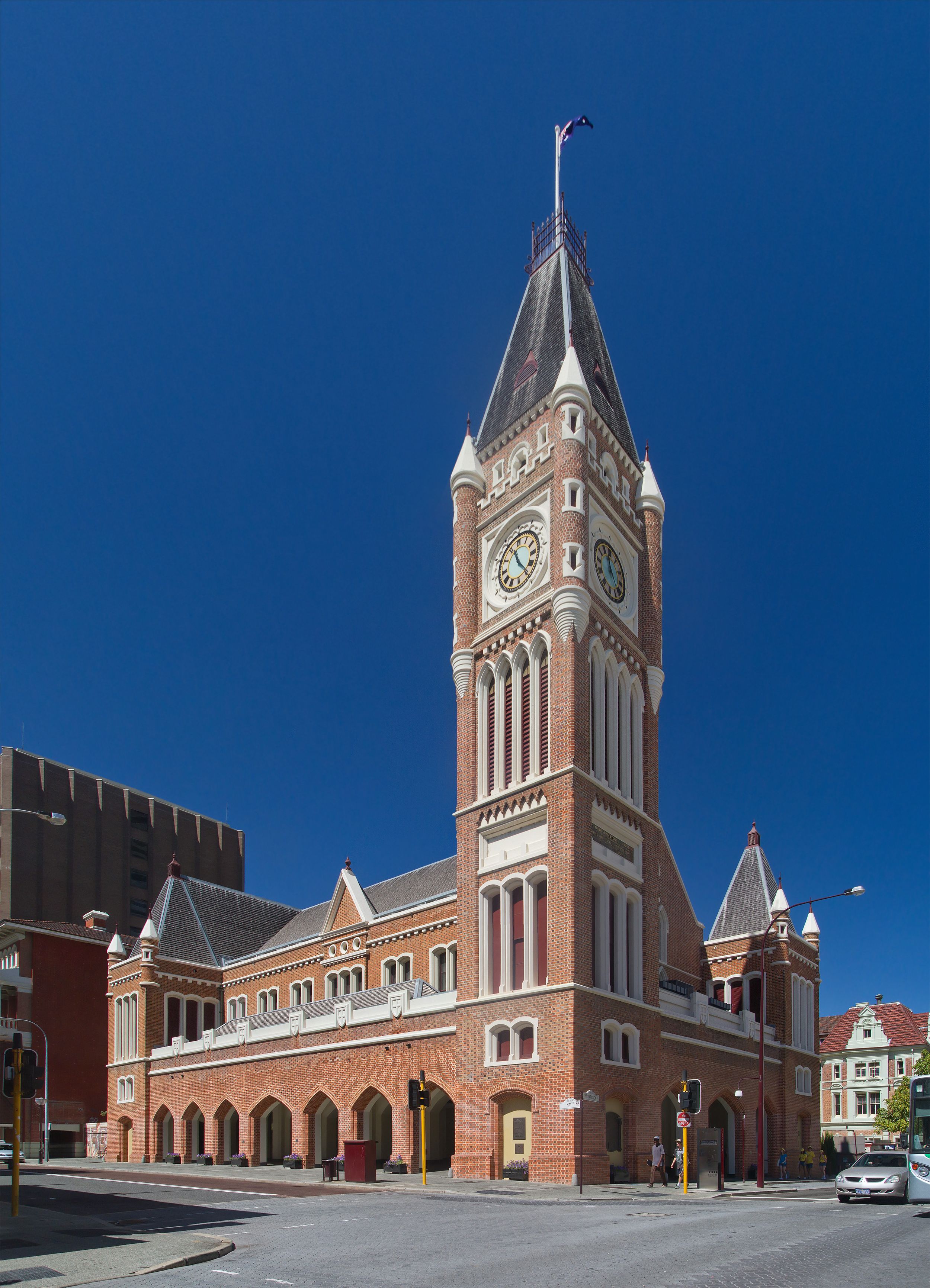
珀斯市政廳

珀斯市政廳（Perth Town Hall）是位於澳大利亞西澳大利亞州首府珀斯的一座建築，也是珀斯市政府的辦公地點。珀斯市政廳是一座維多利亞式哥特建築，修建於1867年至1870年。1990年代後期，珀斯市政廳進行了翻新。

## 外部連結
- Town Hall fact page, City of Perth （页面存档备份，存于）
- Pre-1910 photo showing original arches